# Moryń
Moryń (in tedesco Mohrin) è un comune urbano-rurale polacco del distretto di Gryfino, nel voivodato della Pomerania Occidentale.
Ricopre una superficie di 124,86 km² e nel 2005 contava 4 317 abitanti.